# Prima Categoria Tridentina 1959-1960
Il campionato di calcio di Prima Categoria 1959-1960 è stato il massimo livello dilettantistico di quell'annata. A carattere regionale, fu il primo con questo nome dopo la riforma voluta da Zauli del 1958.
La prima classificata veniva promossa in Serie D.

Questo è il girone unico organizzato dal Comitato Regionale Venezia Tridentina per la regione Trentino-Alto Adige.

## Classifica
|  |     | 1ª Categoria Trentina 1959-1960      | Pt | G  | V  | N | P  | GF | GS |
|  | --- | ------------------------------------ | -- | -- | -- | - | -- | -- | -- |
|  | 1.  | Merano Sportiva                      | 35 | 22 | 16 | 3 | 3  | 56 | 24 |
|  | 2.  | S.S. Olivo, Arco                     | 28 | 22 | 11 | 6 | 5  | 35 | 26 |
|  | 3.  | A.S. Virtus Don Bosco, Bolzano       | 27 | 22 | 10 | 7 | 5  | 33 | 21 |
|  | 4.  | U.S. Mori, Mori                      | 24 | 22 | 9  | 6 | 7  | 42 | 31 |
|  | 5.  | U.S. Alense, Ala                     | 23 | 22 | 10 | 3 | 9  | 38 | 41 |
|  | 6.  | S.S. Benacense, Riva del Garda       | 23 | 22 | 7  | 9 | 6  | 23 | 21 |
|  | 7.  | U.S. Borgo, Borgo Valsugana          | 22 | 22 | 9  | 4 | 9  | 42 | 36 |
|  | 8.  | U.S. Aquila, Trento                  | 20 | 22 | 6  | 8 | 8  | 26 | 34 |
|  | 9.  | U.S. Passirio, Merano                | 18 | 22 | 7  | 4 | 11 | 26 | 35 |
|  | 10. | F.C. Brunico, Brunico                | 16 | 22 | 4  | 8 | 10 | 16 | 33 |
|  | 11. | A.C. Bressanone / Brixen, Bressanone | 14 | 22 | 3  | 8 | 11 | 22 | 38 |
|  | 12. | G.S. Lancia, Bolzano                 | 13 | 22 | 4  | 5 | 13 | 34 | 63 |
|  |     |                                      |    |    |    |   |    |    |    |

Verdetti
- Merano Sportiva promossa in Serie D 1960-1961.